# گرایدون اولیور
 گرایدون اولیور (انگلیسی: Graydon Oliver؛ زادهٔ ۱۵ ژوئن ۱۹۷۸) یک تنیس‌باز اهل ایالات متحده آمریکا است.